# Aueršperský palác
Aueršperský palác nebo také Clary-Aldringenský palác je pozdně barokní palác, který se nachází na Valdštejnském náměstí č.p. 16 / č.o. 1 na Malé Straně v Praze. Je chráněn jako kulturní památka.

## Popis
Palác je barokní dvoupatrová budova s otevřeným podloubím v přízemí a třemi střešními arkýři. Okna prvního patra zdůrazňují suprafenestry vyplněné mušlemi, festony a kartušemi pod římsami. Parapety prvního i druhého patra jsou zdobeny pozdně barokními lambrekýnami. K hlavnímu paláci se na západní straně připojují tři dvorní křídla, které ohraničují dva dvory.

## Historie

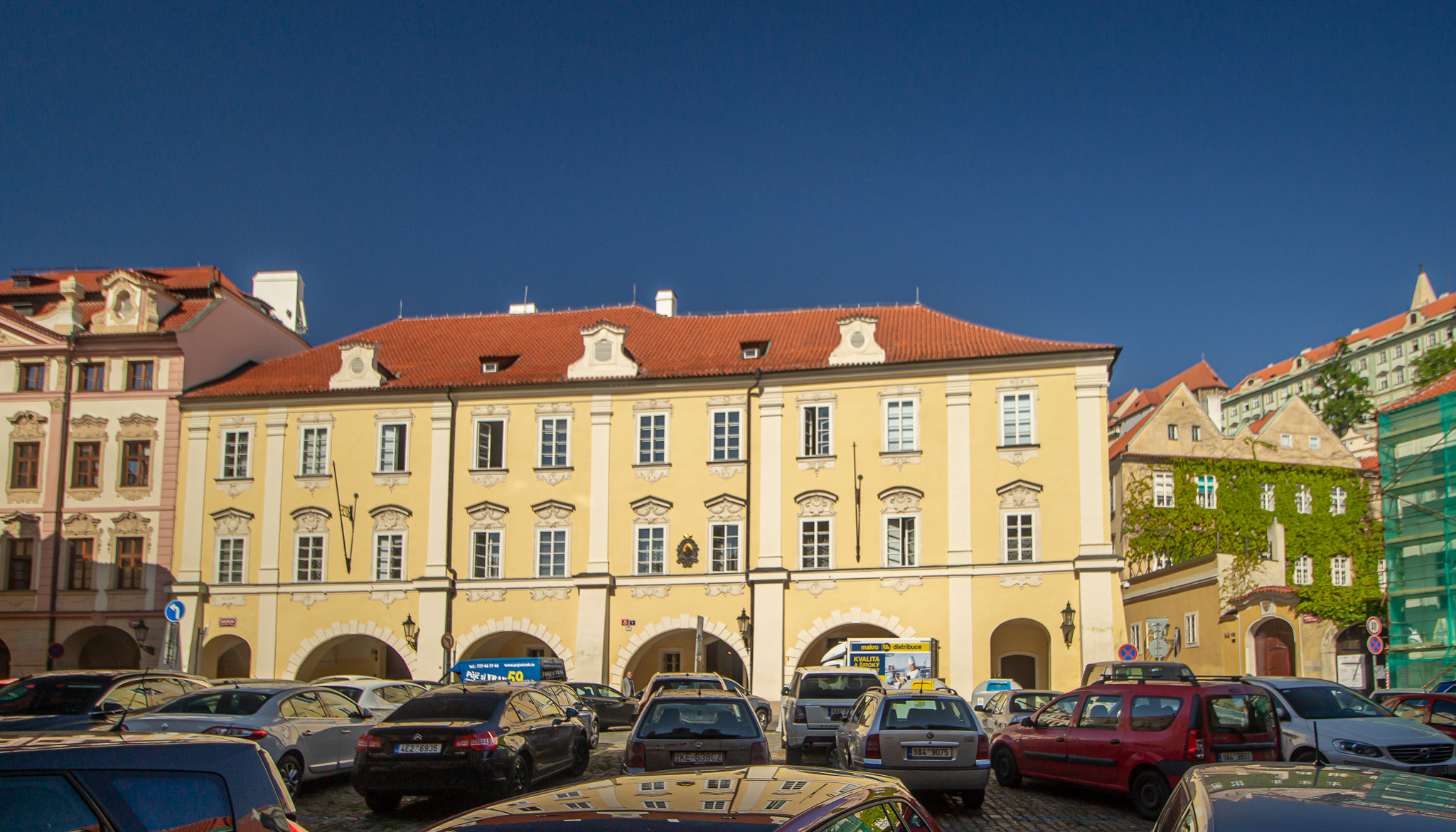
Aueršperský palác, pohled od Valdštejnského paláce. Vlevo část Tomáškova paláce.

Dvoupatrový nárožní palác s podloubím vznikl na konci 17. století spojením několika starších domů, které v letech 1680–1682 koupil císařský diplomat, hrabě Jan Jiří Marek z Clary-Aldringenu (1638–1700). Osídlení parcely však sahalo daleko hlouběji do minulosti – pod podlahou sklepení byly objeveny pozůstatky středověké řemeslné dílny a hroby patřící k hřbitovu u zaniklého románského kostela svatého Ondřeje. Po roce 1751 byla raně barokní fasáda mírně upravena. 
V roce 1856 palácový komplex se dvěma nádvořími od rodu Clary-Aldringenů zakoupil politik Karel Vilém kníže z Auerspergu (1814–1890) a provedl klasicistní stavební úpravy. 
Arnošt kníže z Auerspergu v roce 1904 prodal palác Českému zemskému sněmu a ten jej využíval jako úřadovny. Od roku 1945 patřil ministerstvu informací a od roku 1953 ministerstvu školství a kultury.
Výrazné stavební zásahy byly prováděny také ve 30. letech 20. století a po roce 1990, kdy se palác stal součástí komplexu budov Parlamentu České republiky.

## Okolní objekty
- Ledebourský palác
- Tomáškův palác, sídlo hudebního skladatele Jana Václava Tomáška
- Valdštejnský palác, sídlo horní komory (Senátu) českého Parlamentu